# دلبستگی دهانی جلد ۱ و ۲
دلبستگی دهانی جلد ۱ و ۲ (به انگلیسی: Oral Fixation, Vol. 1 & 2) آلبومی از هنرمند اهل کلمبیا شکیرا است که در ۵ دسامبر ۲۰۰۶ منتشر شد.